# La mala educación
La mala educación (De slechte opvoeding) is een film uit 2004 van de Spaanse regisseur Pedro Almodóvar. Het gaat over de vriendschap tussen twee jongens op een katholieke school in de jaren 60 die elkaar in de jaren 80 weer ontmoeten. Centrale thema's in de film zijn seksueel misbruik door katholieke priesters, transseksualiteit, homoseksualiteit, drugsmisbruik en metafictie. De film duurt 106 minuten.

## Rolverdeling
- Gael García Bernal als Ángel/Juan/Zahara
- Fele Martínez als Enrique Goded
- Daniel Giménez Cacho als pater Manolo
- Lluís Homar als Manuel Berenguer
- Javier Cámara als Paca/Paquito
- Petra Martínez als moeder
- Nacho Pérez als de jonge Ignacio
- Raúl García Forneiro als de jonge Enrique
- Francisco Boira als Ignacio
- Juan Fernández als Martín
- Alberto Ferreiro als Enrique Serrano
- Roberto Hoyas als Camarero
- Francisco Maestre als pater José
- Leonor Watling als Mónica

## In de marge
- Pedro Almodóvar geeft toe dat hij meer dan 10 jaar bezig was met het uitschrijven van het verhaal, dat alhoewel intiem, niet echt autobiografisch is. Het verhaal is wel geïnspireerd door herinneringen uit drie belangrijke periodes, het Franquistisch absolutisme, het einde van dat regime en de Movida madrileña .
- De film opende in 2004 het 57e Filmfestival van Cannes, de eerste Spaanse film.
- De film bracht 40 miljoen $ op, waarvan 5,2 miljoen in de Verenigde Staten, bijzonder veel voor een film in een vreemde taal.
- De van oorsprong Mexicaanse acteur Gael García Bernal moest een Spaans accent aannemen in de film en typisch Spaanse gebaren aanleren. In de film deed hij een volledige playback van het lied "Quizás, quizás, quizás".